# Втора китайско-японска война
Китайско-японската война е война между Япония и Китай, продължила от 7 юли 1937 година до 9 септември 1945 година.
Тя започва с локален инцидент край Пекин между военни части на двете страни и се разраства в една от основните зони на военни действия на Втората световна война. Китайското правителство привлича на своя страна множество местни военни командири, както и разполагащата със значителни военни сили Китайска комунистическа партия, а в различни периоди получава подкрепа и от Германия, Съветския съюз, Съединените щати и Британската империя. На страната на Япония воюват няколко местни колаборационистки правителства. Военните действия се водят с променлив успех и приключват малко след общата капитулация на Япония.
Някои учени смятат, че началото на Втората китайско-японска война през 1937 г. може да се определи за началото на Втората световна война. Втората китайско-японска война е най-голямата война в Азия за двадесети век. Виновна е за повечето жертви през Тихоокеанската война, между 10 и 20 милиона цивилни китайци и 4 милиона китайски и японски войници.
Войната е в резултат от продължилата десетилетия японска империалистическа политика, която цели да разшири политическото и военното си влияние, за да си осигури достъп до суровини, храни и работна ръка. Периодът след Първата световна война води до нарастващ стрес върху японското население. Левицата иска избирателно право и по-добри условия за работниците. Увеличаването на производството на текстил от китайските заводи оказва неблагоприятно влияние върху японското производство. Голямата депресия води до голямо забавяне на износа. Всичко това допринася за войнствения национализъм, завършвайки с издигането на власт на милитаристична фашистка фракция. Тя е оглавена от Хидеки Тоджо, председател на Тайсей Йокусанкай под указа на император Хирохито. През 1931 г. Мукденският инцидент спомага за японското нахлуване в Манджурия. След победата над Китай Япония създава нова държава под неин контрол – Манджоу-Го; много историци смятат 1931 г. за началото на войната. Становището е прието от правителството на КНР. От 1931 до 1937 г. Китай и Япония продължават да правят малки локализирани сражения, така наречените „инциденти“.
Първоначално японците отбелязват големи победи, завземайки през 1937 година Шанхай и китайската столица Нанкин, където извършват масово клане. След неуспеха да спрат японците в Ухан, Китайското централно правителство се премества в Чунцин, дълбоко в китайска територия. През 1939 г. след победите на Китай в Чанша и Гуанси и японските комуникационни линии, разположени дълбоко в китайската територия, войната стигна до задънена улица.